# Pantano Grande
Pantano Grande é um município brasileiro do estado do Rio Grande do Sul.

## Administrações anteriores
| Início do mandato    | Fim do mandato         | Prefeito                   | Vice-prefeito               |
| -------------------- | ---------------------- | -------------------------- | --------------------------- |
| 1 de janeiro de 1989 | 31 de dezembro de 1992 | Enio José Paganotto        | Ericson Roberto Raabe       |
| 1 de janeiro de 1993 | 31 de dezembro de 1996 | Ericson Roberto Raabe      | Alcides Armando Laste       |
| 1 de janeiro de 1997 | 31 de dezembro de 2000 | Luizinho Miguel Balen      | José João Salgueiro         |
| 1 de janeiro de 2001 | 31 de dezembro de 2004 | Enio José Paganotto        | Ericson Roberto Raabe       |
| 1 de janeiro de 2005 | 31 de dezembro de 2008 | Maria Luiza Bertussi Raabe | Cássio Nunes Soares         |
| 1 de janeiro de 2009 | 31 de dezembro de 2012 | Maria Luiza Bertussi Raabe | Cássio Nunes Soares         |
| 1 de janeiro de 2013 | 31 de dezembro de 2016 | Cássio Nunes Soares        | Ivan Rafael Trevisan        |
| 1 de janeiro de 2017 | 31 de dezembro de 2020 | Cássio Nunes Soares        | Ivan Trevisan               |
| 1 de janeiro de 2021 | Atualmente             | Alcides Emilio Paganotto   | Paulo Fernando Pires Junior |